# Przemił
Przemił, Przemieł – staropolskie imię męskie, złożone z członów Prze- ("przez" i wiele innych znaczeń) i -mił, -mieł ("miły"). Być może oznaczało "najmilszy".
Staropolskie zdrobnienia: Przech, Przechno, Przeczek, Przeczko, Przeczk, Przeczka (m.), Przeczeń, Przesz, Przeszek, Przeszko.  
Przemił imieniny obchodzi 17 stycznia i 7 listopada.